# Механік (фільм, 2005)
Механік — фільм 2005 року з Дольф Лундгреном у головній ролі. У США фільм вийшов під назвою «Російський спеціаліст» (англ. The Russian Specialist).

## Сюжет фільму
7 років тому десантник — «афганець» Микола Черенко, що став простим механіком, жорстоко помстився банді наркодилера Олександра, який убив його сім'ю. Але Коля не знав, що, всадивши в обличчя ґанґстера кулю, він не обірвав його погане життя.
Перебравшись у Лос-Анджелес, Коля одержує несподівану пропозицію врятувати красуню Юлію Абрамову, що потрапила в Росії в лапи бандитів-відморозків. Дізнавшись, що дівчину викрав мафіозі, який убив колись його родину, Микола розуміє, що у нього немає вибору.
Для воїна-одинака місія порятунку на далекій батьківщині стане персональною вендетою, останнім шансом прикінчити заклятого ворога, який позбавив його найдорожчого на світі …

## Актори
- Дольф Лундгрен — Микола «Нік» Черенко
- Бен Кросс — Вільям Буртон
- Іван Петрушинов — Саша Попов
- Олівія Лі — Юлія Абрамова
- Райч Василів — Ахмед
- Асен Блатечки — Юрій